# 김민 (성우)
김민은 대한민국의 성우이다. 1973년 KBS에 입사했으며, 현재는 KBS 14기이다. 한국방송 성우극회 소속.

## 주요 출연작품

### 외화
- 공주는 못말려 (SBS) - 왕비(카테르지나 프리보바)
- 라스트 액션 히어로 (SBS)